# Lasioglossum succinipenne
Lasioglossum succinipenne is een vliesvleugelig insect uit de familie Halictidae. De wetenschappelijke naam van de soort is voor het eerst geldig gepubliceerd in 1913 door Ellis.